# Aleksandr Alekseevič Galkin
Aleksandr Alekseevič Galkin, in cirillico Александр Алексеевич Галкин (Čelkasy, 12 febbraio 1928 – Čeboksary, 9 aprile 2002), è stato un poeta, traduttore e romanziere russo, di lingua ciuvascia, scrisse principalmente in russo, tataro e ciuvascio, nella sua vita ha pubblicato più di 30 opere tra romanzi, storie per bambini, ed oltre 200 tra traduzioni, saggistica e canzoni popolari.